# God의 육아일기

《god의 육아일기》는 2000년 1월 9일부터 2001년 5월 12일까지 MBC TV에서 방송된 텔레비전 프로그램으로, 대한민국 예능 프로그램 중의 관찰 버라이어티 시초가 되었다. god가 국민 그룹으로 거듭나기까지의 성공적인 핵심이 되어준 프로그램이기도 하다. 왕엄마 손호영의 팬덤을 엄청나게 끌어올렸고, 왕아빠 박준형, 패션 담당 윤계상, 오락 담당 김태우, 잠자리 담당 안데니로 각자 담당을 맡아 인기를 끌었다.
god 멤버들은 후일 프로그램 촬영에 대해 "처음에는 파일럿 프로그램이라 즐겁게 촬영에 임했지만 인기를 얻자 정규 프로그램으로 고정되어 부담을 느꼈다"라고 고백했었다. 안데니는 "바쁜 스케줄을 소화하는 중에 하루 종일 아기와 함께 생활하면 불편할 것이라는 생각에 고정 제의가 들어왔을 때 마냥 좋지만은 않았다"며 "손호영에게 '왕엄마'캐릭터를 만들어 줘 재민이를 돌보게 했는데 그게 빵터져서 부러웠다"고 그 시절을 회상했다.

## 출연진
- god - 멤버 전원
- 재민(본명 한재민) - 1999년생 비연예인(일반인). 남아

## 코너 이동
- 일요일 일요일 밤에 (2000년 1월 9일 ~ 2000년 4월 16일)
- 목표달성! 토요일 (2000년 4월 22일 ~ 2001년 5월 12일)

## 같이 보기
- 삼촌이 생겼어요 (KBS 2TV)